# Chelghī
Chelghī (persiska: چلغی, Chollāqi) är en ort i Iran.   Den ligger i provinsen Khorasan, i den nordöstra delen av landet, 800 km öster om huvudstaden Teheran. Chelghī ligger 873 meter över havet och antalet invånare är 631.
Terrängen runt Chelghī är huvudsakligen platt. Chelghī ligger nere i en dal.Runt Chelghī är det ganska tätbefolkat, med 185 invånare per kvadratkilometer. Chelghī är det största samhället i trakten. Omgivningarna runt Chelghī är i huvudsak ett öppet busklandskap.